# Benkt Norelius
Benkt Rudolf Norelius (Umeå, 26 april 1888 - Linköping, 30 november 1974) was een Zweeds turner.
Norelius won tijdens de Olympische Zomerspelen 1912 in eigen land de gouden medaille met de Zweedse ploeg in de landenwedstrijd Zweeds systeem.

## Olympische Zomerspelen
| Jaar | Plaats    | Resultaten          |
| ---- | --------- | ------------------- |
| 1912 | Stockholm | team Zweeds systeem |